# 芸能科習字
芸能科習字（げいのうかしゅうじ）は、かつて国民学校で設けられていた科目の一つであり、教科芸能科に属する。戦後の書写に相当する。
国民学校令施行規則において芸能科習字は、「文字書写ノ技能ヲ修練セシメ鑑賞スルノ能力ヲ養ヒ国民的情操ヲ醇化スルモノトス」とされ、皇国民養成のための「修練」が科目の目的である。
それまで国語科の中で行われていた「書キ方」が分離し、芸能科の中に取り入れられた。
初等科及び、高等科男子用の毛筆手本の筆者は井上桂園で、高等科女子用が高塚竹堂である。